# Vincenzo Gioberti

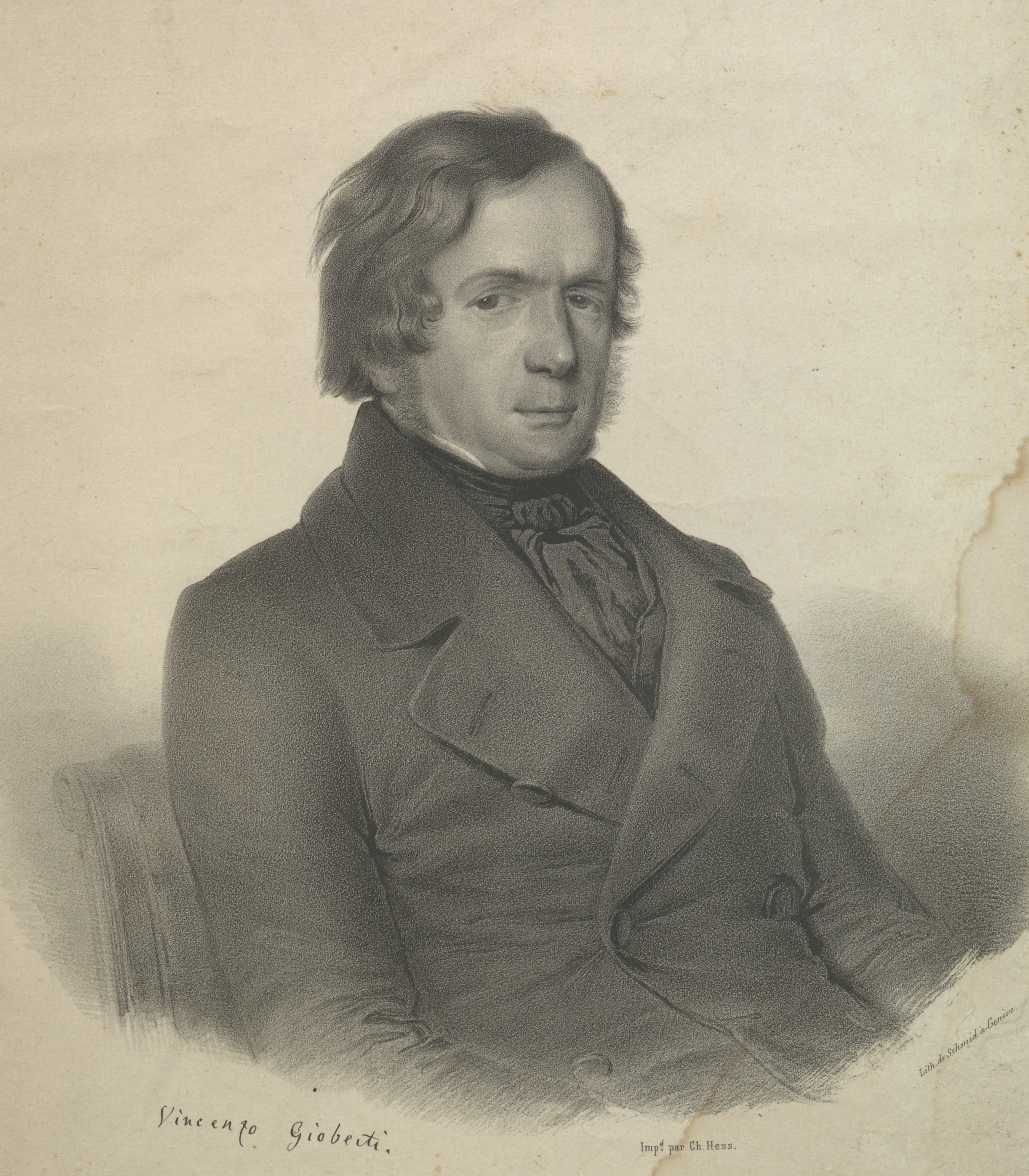
Vincenzo Gioberti

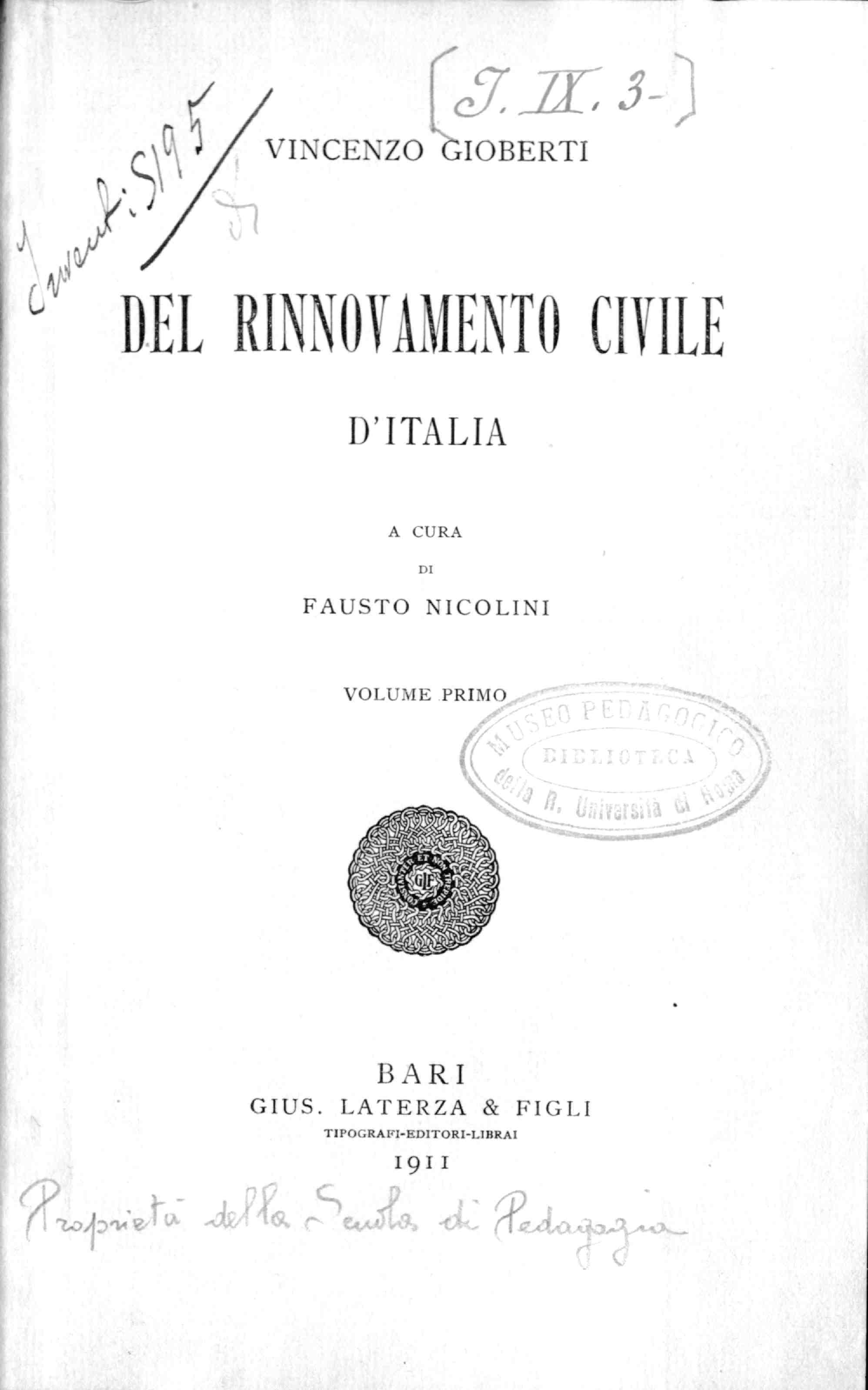
Del rinnovamento civile d'Italia, 1911

Vincenzo Gioberti, född 5 april 1801 i Turin, död 26 oktober 1852 i Paris, var en italiensk filosof och patriot. 
Gioberti blev teologie doktor 1823, prästvigdes 1825 och blev samma år teologie professor i Turin. Där stiftade han en förening av unga män, som ägnade sig åt litteratur och filosofi. Men då denna förening även röjde politiska intressen, blev den misstänkt för att stå i förbindelse med Giuseppe Mazzinis parti. Gioberti häktades därför 1833, blev sedermera landsförvisad och erhöll anställning vid ett privat uppfostringsinstitut i Bryssel. 
I denna stad skrev Gioberti sina förnämsta arbeten, L'introduzione allo studio della filosofia (fyra band, 1840; andra upplagan 1844) och Il primato morale e civile degli Italiani (1843; andra upplagan 1845). Med sistnämnda bok ville han åstadkomma en politisk och moralisk pånyttfödelse i sitt fädernesland, i det han genom frammanande av dess stolta minnen väckte den italienska självkänslan. Han sökte försona påvedömet med den politiska liberalismen och uttalade hoppet om en påve, som skulle förena de olika staterna och förverkliga Italiens enhet. Boken mottogs i Italien med hänförelse, och i Pius IX trodde man sig ha fått den liberale påven. 
Gioberti återvände till Turin, blev 1848 president för deputeradekammaren och var december 1848 till februari 1849 konseljpresident och utrikesminister. Han ville ställa Piemonte i spetsen för en liga mot Österrike. År 1849 avgick han som sändebud till Paris, där han stannade efter sitt uppdrags utförande. Där skrev han Il rinnovamento civile d'Italia (två band, 1851), i vilken skrift han efter erfarna missräkningar visar mindre tillit till teokratin och större självständighet i förhållande till teologin än i sina äldre arbeten. 
Giobertis filosofi erinrar å ena sidan om Platon, å den andra om Nicolas Malebranche och Baruch Spinoza. Han antar en intellektuell intuition, med vilken vi kan uppfatta det absoluta varat, men anser Guds innersta väsen ofattbart och vill grunda filosofin på den kristna uppenbarelsen. Ja, han går så långt, att han påstår, att endast en katolik kan vara en sann filosof. Gud är alltings början och slut. Varat skapar det existerande, och detta återvänder till varat. Tingen är individualisationer av de eviga idéerna, som ingår i Guds väsen. Hans Opere inedite utgavs 1856–63 i elva band.